# Башаїд
Башаїд (серб. Башаид) — село в Сербії, належить до общини Кікинда Північно-Банатського округу в багатоетнічному, автономному краю Воєводина. Розташоване в історико-географічній області Банат. 

## Населення
Населення села становить 3572 особи (2002, перепис), з них:
- серби — 3123 — 89,15%;
- роми — 179 — 5,10%;
- мадяри — 100 — 2,85%;

Решту жителів  — з десяток різних етносів, зокрема: хорвати, чорногорці, македонці і кілька русинів-українців.